# Álex González (acteur)
Pour les articles homonymes, voir Alex Gonzalez et Gonzalez.
Álex González, né le 13 août 1980 à Madrid, est un acteur espagnol.

## Biographie
Né à Madrid en 1980, Augusto Alejandro José González y a grandi avec sa mère et sa sœur Churi González. Après une enfance sans père, il décide de quitter le domicile familial à l'âge de 15 ans pour devenir acteur. En 1999, à l'âge de 19 ans, il s'inscrit à l'école d'interprétation de Robert Aron. Il poursuit ses études dans deux classes de préparation expressive aux côtés de Consuelo Trujillo Urbano entre 2001 et 2002, puis il suit des cours d'art dramatique au Estudio Internacional aux côtés de Juan Carlos Corazza. 
C'est en 2003, à l'âge de 23 ans, qu'il obtient son premier rôle dans Hospital Central. Il enchaîne ensuite avec le rôle d'Ufo dans quelques épisodes de la célèbre série Un, dos, tres. En 2005, il joue dans le film 2e Round qui a beaucoup de succès en Espagne. Ce rôle lui vaut une récompense aux Turia Awards en 2006. 
En 2018, il interprète le rôle de Mario Mendoza dans la série Permis de vivre, qui se fait connaître à l'internationale. En 2021, il joue dans la deuxième saison de la série Toy Boy sur Netflix.

### Vie privée
De 2010 à 2011, Alex González est en couple avec l'actrice espagnole Mónica Cruz, rencontrée sur le tournage de Un, dos, tres en 2004. En 2013, il est en couple avec l'actrice espagnole Adriana Ugarte. En 2018, il a une brève liaison avec l'actrice américaine Olivia Munn. Il a ensuite une relation très médiatisée avec l'actrice et danseuse espagnole María Pedraza - de 16 ans sa cadette, de 2021 à 2023.

## Filmographie

### Cinéma

#### Longs métrages
- 2005 : 2e Round (Segundo asalto) de Daniel Cebrián : Ángel
- 2005 : Una rosa de Francia de Manuel Gutiérrez Aragón : Andrés
- 2007 : Luz de domingo de José Luis Garcia : Urbano
- 2008 : El libro de las aguas de Antonio Giménez Rico : Ángel, en 1939
- 2011 : X-Men : Le Commencement ( X-Men: First Class) de Matthew Vaughn : Janos Quested / Riptide
- 2011 : Die Farbe des Ozeans de Maggie Peren : José
- 2013 : Alacrán enamorado de Santiago Zannou : Julián « Alacrán »
- 2013 : Combustión de Daniel Calparsoro: Mikel
- 2015 : Cuento de verano de Carlos Dorrego : Álex
- 2017 : Órbita 9 de Hatem Khraiche : Álex
- 2017 : Noctem de Marcos Cabotá : Álex

#### Court métrage
- 2007 : Dolly de David Pinillos : Dani

### Télévision

#### Séries télévisées
- 2004 : Un, dos, tres (Un paso adelante) : Ufo (7 épisodes)
- 2005 : Hospital Central : Pablo Rueda / Novio (4 épisodes)
- 2005 : Motivos personales : Nacho (14 épisodes)
- 2006 : La Famille Serrano (Los Serrano) : Jaime (3 épisodes)
- 2007-2008 : Compte à rebours : Mario (29 épisodes)
- 2008 : LEX (serie de televisión) (es) : Raúl Sierra (7 épisodes)
- 2009-2010 : La Señora (es) : Antón Portela (8 épisodes)
- 2013-2014 : Tierra de lobos : Don Joaquín Montes (8 épisodes)
- 2014-2016 : El Príncipe (serie de televisión) (es) : Morey (31 épisodes)
- 2018-2020 : Permis de vivre : Mario Mendoza (23 épisodes)
- 2021 : 3 Caminos : Roberto
- 2022 : Toy Boy : Leonardo Giallo / Le Turc
- 2022 : Code Quantum : Marco

#### Téléfilm
- 2010 : Inocentes (película) (es) de Daniel Calparsoro : Marcos

## Distinctions

### Récompenses
- 2006 : Turia Awards du meilleur nouvel acteur dans un drame romantique  pour 2e Round (2005).

### Nominations
- Prix Goya 2006 : Meilleur espoir masculin dans un drame romantique  pour 2e Round (2005).
- 2006 : Spanish Actors Union du meilleur espoir masculin dans un drame romantique  pour 2e Round (2005).